# بابی چن
بابی چن (انگلیسی: Bobby Chen؛ زادهٔ ۲۹ اکتبر ۱۹۵۸) خواننده و تهیه‌کننده موسیقی اهل تایوان است.
از فیلم‌ها یا مجموعه‌های تلویزیونی که وی در آن‌ها نقش داشته‌است، می‌توان به خاطرات هوایی اشاره نمود.